# Алтуна (Айова)
Алтуна (англ. Altoona) — город в округе Полк в Айове в Соединённых Штатах Америки. Он является частью столичного статистического района Де-Мойн.
По данным переписи населения 2020 года в США население города составляло 19 565 человек, что заметно больше, чем число жителей во время предыдущей переписи.

## История
Город был назван от латинского слова altus (букв. «высокий»), после того, как землемер Джулиан Б. Баусман обнаружил, что это место было самой высокой точкой на железной дороге между Де-Мойном и Киокаком.

## География
По данным Бюро переписи населения США, площадь города составляет 9,35 квадратных миль (24,22 км2), вся территория — суша.